# Рудник Ок-Теді
Рудник Ок-Теді — гігантський гірничодобувний майданчик у Меланезії, в державі Папуа Нова Гвінея.
Мідне родовище Ок-Теді лежить у центральній частині острова Нова Гвінея, лише за півтора десятка кілометрів від кордону з його індонезійською частиною. Роботи зі спорудження рудника почались в 1981 році, при цьому їх очолював гірничодобувний гігант BHP, що отримав частку в проєкті (52 %). Іншими учасниками стали канадська Inmet (18 %) та держава Папуа Нова Гвінея (30 %).
Первісно узялись за вилучення окисненої «шляпи» родовища з особливо великим вмістом золота. Цей етап, на якому товарною продукцією виступали золоті зливки, завершився вже у 1988 році, після чого перейшли до розробки розташованої нижче сульфідної міднорудної маси (в якій також присутнє золото, проте вже як супутній продукт).
Розробка ведеться відкритим способом, що призвело до виникнення гігантського кар'єру. Станом на другу половину 2000-х він мав глибину 700 метрів при розмірах 2х3 кілометри, при цьому проєктна глибина мала досягнути 1000 метрів. Руда надходить до збагачувальної фабрики, здатної приймати до 24 млн тонн на рік та випускати мідний концентрат з високим вмістом золота.
Товарний концентрат транспортується по пульпопроводу Ок-Теді – Кіунга з наступним перевантаженням на водний транспорт (при цьому можливі періоди низької води, що призводять до зупинки робіт — так, в 1997/1998 роках на тлі особливо сильного впливу Ель-Ніньйо довелось перервати видобуток на 6 місяців через неможливість вивозу продукції). Ще одним великим інфраструктурним об'єктом у межах проєкту є ГЕС Ок-Менга, яку ввели в дію в 1988 році, причому ця електростанція стала другою за потужністю в країні.
Регіон дренується потужною річкою Флай, що є могутньою природною системою транспортування твердого матеріалу. Як наслідок, проєкт розробки не передбачав створення відвалів, а пуста порода мала скидатись у Флай, в той же час, шкідливі відходи збагачення повинні були накопичуватись у відстійнику, облаштованому на гірському схилі. Втім, копальня знаходиться у регіоні з надзвичайно високим рівнем опадів — близько 9000 мм на рік — і вже у 1984-му зсув зруйнував напівзбудовану дамбу відстійника, який вирішили не відновлювати. Як наслідок, за допомогою Флай стали позбавлятись і небезпечних для довкілля порід. Є відомості, що щоденно в річкову систему надходило 0,2 млн тонн, з яких 40 % становили хвости збагачення.
Через протести з природоохоронним підґрунтям у 2008-му організували систему нейтралізації піритів та інших залишкових сульфідних матеріалів, пряме скидання яких до річки призводило до сильного зростання кислотності. За новою системою додатковий флотаційний цикл виокремлює пірити, які далі перемелюють разом з вапняком, що має нейтралізуючі властивості. Далі піритна пульпа транспортується до розташованих в річці Ок-Теді ям, по заповненні яких земснаряд намиває зверху шар із пісків, що не можуть вступати в реакцію з сульфідами. Отримана під час піритної флотації нейтральна порода транспортується по тунелю завдовжки 1,5 км, який колись проклали до недобудованого відстійника, де скидається до річки (цей тунель відомий під назвою «Moscow Tunnel»). Для видалення пісчаних банок, що виникають в пониззі Ок-Теді, уклали контракт з більгійською компанією DEME, належний якій фрезерний земснаряд "Cap Martin" щорічно вилучає біля 10 млн м3 грунту. 
У 2002-му на тлі екологічного скандалу BHP вийшов з проєкту та передав свою частку державній агенції PNG Sustainable Development Program. Станом на першу половину 2020-х держава мала 67 % участі в компані Ok Tedi Mining, через яку здійснюється розробка, а ще 33 % належали племенам Західної провінції.
Первісно планувалось завершити розробку кар'єру в 2013-му. Втім, вона тривала й надалі, а в 2020-му реалізували масштабний проєкт з переміщення дробильної фабрики, що була на східній стороні кар'єру та заважала його розширенню (при цьому розраховували, що експлуатацію вдасться подовжити до 2030 року).
У першому кварталі 2024-го рудник Ок-Теді виробив 26 тисяч тонн міді. Всього ж з початку розробки та до кінця 2023 року з Ок-Теді вилучили 5,25 млн тонн міді та не менш як 500 тонн золота (з них 48 тонн у вигляді зливків під час розробки «шляпи»), а також близько 1150 тонн срібла.